# 宮下玲奈
宮下玲奈（日语：／ Miyashita Rena；2002年7月15日—），日本AV女優。所屬事務所為「BELLTECH」。

## 人物
- 原本想成為偶像明星，也有許多人徵詢過她的意願，在與成為偶像的朋友聊過後得知偶像明星的世界並不全然都是閃燿的，還得面對金錢及時間問題。因此她決定成為AV，因為這是她的偶像三上悠亞從事的職業。「成為AV女優比成為偶像更踏實」她有了這樣的感覺。在2023年5月的一次採訪中，她說，「我對這個選擇並不後悔」，2024年她表示無論未來發生什麼事，「我絕對不希望它成為我黑歷史的一部分」。
- 出生地是宮城縣。在《實和周刊》的採訪中，她表示對東京相當憧憬，所以選擇上京。
- 她喜歡有才能的男性。在2023年的一次訪談中，他舉了一個具體的例子，她表示未來的另一半是「樂團成員」。在2023年的一次訪談中，她表示，「我不太照鏡子，很少在鏡子前看自己的樣子」 ，她通常不看自己的作品，但是會關注與作品有關的評論。此外，她不僅不看AV，也不看她參與演出的電視節目。
- 她未來的目標是成為一名包含演技在內的「全能女星」。對於自己赤裸裸的呈現在大眾面前，她說：「我想讓大家了解我很努力」，「我想要徹底呈現真正的一面，毫無保留」，「更重要的是，我想要變成賣點」。然而，在2023年她表示自己不擅長戲劇作品，因為記不住台詞。在2024年的一次訪談中，她表示雖然還是不擅長背台詞，但她喜歡完成某件事時的成就感。
- 她拿手的技能是田徑和跳繩。學生時期參加田徑隊的原因是因為她雖然喜歡運動，但不擅長於團體中活動。同學眼中的她是「個性圓滑，就像貓一樣」。
- 她在小學五年級時開始長陰毛，第一次月經是在小學四年級時出現。差不多在這個年齡時開始穿戴胸罩齡（來自她的首次採訪）。
- 她第一次經驗是在高一時，對象是男友，地點在男友家裡，男友就讀別校，兩人同年級。出道前有過交集的人有3人。第二個人比他大八歲。
- 2023年10月接受訪問時，他表示自己喜歡樂團是因為哥哥的影響。我喜歡SHISHAMO這樣的女子樂隊，也喜歡Creep Hype和Gesu no Kiwami Otome，特別喜歡Gesu no Kiwami Otome中的川谷繪音。對於川谷繪音「雖然他長得不是特別帥，但是當他拿起樂器的時候就變得很酷。我喜歡這樣的他。」
- 在她的個人簡歷中，她表示最愛的食物是「水煮蛋」，起源是在一次場合中被問到「請告訴我們妳最愛吃的食物」，她回答「錄影前沒吃東西肚子會餓，如果有個水煮蛋可吃那就太好啦～」2022年她受訪時表示，其實她不太愛吃水煮蛋。她真正愛吃的是海膽、生魚片及壽司。
- 自從2022年與搞笑藝人「告別藝人新一」共同出演高知電視台的《無勃起約會》以來，他們關係密切，經常一起合作。他們也在「舞台版Tsuki Tomogura Chest Kyun Grand Prix」中組隊，但回答說：「如果我們輸了，都是新一的錯。」新一說：「能理解宮下玲奈的感受的人是…」。
- 「我一直很喜歡時尚，我會穿著我喜歡的衣服，所以我沒有特別喜歡的品牌。不過，我很欣賞穿各種衣服都好看的女孩。」雖然她不確定哪種顏色適合自己，但她說自己平常穿很多單色衣服，刻意與舊衣服搭配。
- 「比起冷靜的自己，我更喜歡可愛的自己，但讓我感到平靜的是別緻的氛圍。我想透過嘗試不同的衣服和不同的工作來獲得生活經驗。」談到時尚時，「會依照到當天的心情穿我想穿的衣服」。
- 她喜歡的異性穿搭模式是簡單的衣服。私底下的她是夜貓子，喜歡夜晚的氣氛。被問到至於未來想嘗試的時尚活動，他希望能參與略顯獨特的穿搭企劃和街拍活動。
- 《WINK of LIFE》是在幾乎沒有任何指示下進行拍攝，氣氛融洽且自然生動。據說，在戴著假髮進行拍攝時，她幾乎素顏，臉上還畫著星座圖樣。
- 她表示實現夢想的秘訣是不對周遭的人或自己說謊。當有了想法就立即行動，因為失敗而後悔，比不去做而後悔來的好，即使失敗也不會放棄自己的夢想。因為討厭說謊的性格使然，她告訴父母親，自己已正式出道成為AV女優。她的母親哭著強烈反對，但她以「因為這個職業，性犯罪正在減少」說服了母親，現在母親成為支持她的後盾。不過她也坦承家人對她成為AV女優「還是會有一些意見」。
- 她推薦的作品是『一度射精しても、見つめて囁きヌイてくれる回春エステ 宮下玲奈』，她表示「喜歡它的視覺效果」。
- 臺灣網站JKF的發布的一篇文章中稱，4月3日台灣發生地震後，她與惠麗奈、二葉艾瑪以個人名義捐款，網友大讚「人美心善」、「超有愛心」。宮下玲奈捐款協助救災，同時留言說：「我愛台灣，所以我希望能再次到台灣見到充滿活力的大家。」
- 在接受《JKF》五月號採訪時，當被問及最具挑戰性的角色時，他回答說：「除了扮演自己之外，任何事情都很難」，而談到他2024年的目標，「我不僅想提高自己的知名度，在海外，我也想透過Instagram直播和SNS發文來加深與粉絲的互動。」

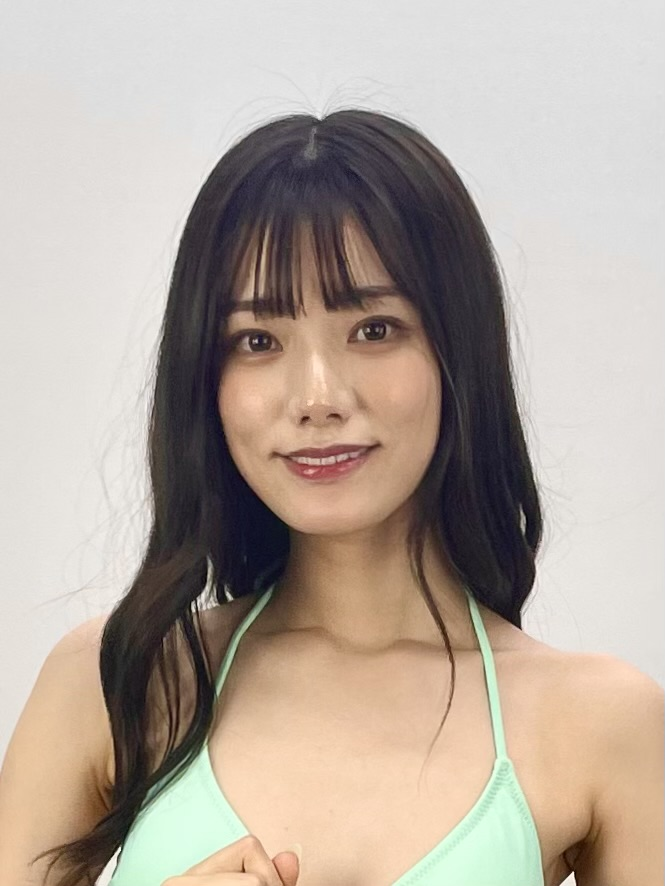
照片攝於2023年10月22日

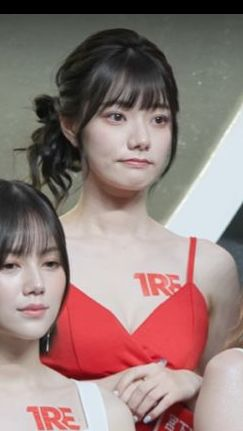
宮下玲奈出席TRE台北國際成人展（照片攝於2023年8月）

## 作品

### AV

#### 2022年
- 新人 専属 宮下玲奈 19歳 AV Debut！（4月5日、MOODYZ）
- ドキドキ！ぜぇんぶ初体験3SEX 宮下玲奈（5月3日、MOODYZ）
- 初めてのお泊りデート 手を繋いで、キスして、笑って、その後、時を忘れて絡み合う濃密セックス 宮下玲奈（6月7日、MOODYZ）
- 禁欲 止まらない汗！潮！愛液！初めての体液まみれ性交 宮下玲奈（7月5日、MOODYZ）[6]
- 爽やか笑顔の現役女子大生がドキドキ初挑戦　ご奉仕ソープランド 宮下玲奈（8月2日、MOODYZ）
- 通学中の電車で痴●集団にイキ堕とされた私… 嫌がる制服女子の身動きを奪い敏感性器イジくりサイレント輪● 宮下玲奈（9月6日、MOODYZ）
- 一度射精しても、見つめて囁きヌイてくれる回春エステ 宮下玲奈（10月4日、MOODYZ）
- 一度射精しても、見つめて囁きヌイてくれる回春エステ 宮下玲奈（10月4日、MOODYZ）
- 涎とろっとろ ビンカン美少女と濃厚オヤジのベロチューフルコース 宮下玲奈（11月1日、MOODYZ）
- 私が童貞奪ってあげる 全力チャレンジ4SEX 宮下玲奈（12月6日、MOODYZ）

#### 2023年
- 君が好き。彼女の親友に告白されて彼女の不在中にSEXに溺れた切なくもドエロい思い出。宮下玲奈（1月3日、MOODYZ）[7]
- 生意気な幼なじみの後輩と5日間のツンデレ同棲生活 宮下玲奈（3月7日、MOODYZ）
- 祝! デビュー1周年記念作品 1年間の成長ぜぇ～んぶ見せます! 4本番スペシャル! 宮下玲奈（4月4日、MOODYZ）
- 舐めじゃくり痴女ナース 全身リップ清拭でチ○ポがバグってドバドバ連射 宮下玲奈（5月2日、MOODYZ）
- 『おもらしは代謝が活発な証拠です』 スレンダー美少女がビクビク失禁 ポルチオ開発オイルマッサージ 宮下玲奈（6月6日、MOODYZ）
- キメセク女教師NTR 大好きな新任の玲奈先生が最低なデカチン体育教師にイキ狂い堕とされウツ勃起 宮下玲奈（7月4日、MOODYZ）

### VR

#### 2023年
- 初VR!! ナチュラル全開の宮下玲奈をい～っぱい好きになってほしいな! イチャラブ8K SPECIAL!!（6月21日、MOODYZ）

### 印象影片
- Rena Happy memories・宮下玲奈（2022年8月4日、REbecca）[8]
- ALL NUDE 宮下玲奈（2023年4月25日、Aircontrol）

### 寫真集
- 透明少女（2023年3月29日、ジーオーティー、撮影：LUCKMAN）ISBN 978-4-8236-0447-8

### 數位寫真集
- みんなあつまれ MOODYZキャンペーン2022 Special Photo Book（2022年11月4日、FANZA BEAUTY COLLECTION）- AVメーカー「MOODYZ」出演女優32名の撮り下ろし写真を収録したデジタル写真集。
- ＃Escape 宮下玲奈（2022年11月11日、ジーオーティー、撮影：manimanium）
- Rena Happy memories（2022年12月28日、REbecca）

### 配信
- 【個撮】県立商業科（3）美術部。週末の家出をハメ撮り支援（2020年10月18日、ぱすも）[9]
- 【個撮】県立商業科（3）美術部。お泊り・手を繋ぎハメ撮り（2020年11月6日、ぱすも）
- 【個撮】県立商業科（3）美術部。自宅に連れ込みお泊り中出し2回（2020年11月20日、ぱすも）
- 【個撮】県立商業科（3）美術部。最後のハメ撮り（2021年1月30日、ぱすも）

## 外部連結
- 宮下玲奈的X（前Twitter）
- 宮下玲奈的Instagram帳戶
- 宮下玲奈的TikTok
- 宮下玲奈 YouTube （页面存档备份，存于）
- 最近ムーディーズの新人が熱いッ！ 新人 専属 宮下玲奈 19歳 AV Debut！- アダルトDVD - FANZA通販